# Elephantulus fuscus
Il macroscelide nero o sengi nero (Elephantulus fuscus) è una specie di topo elefante appartenente alla famiglia dei Macroscelididae e diffusa in Zambia, Malawi e Mozambico, dove popola le aree di savana a clima secco.